# Liste der Monuments historiques in Conches-sur-Gondoire
Die Liste der Monuments historiques in Conches-sur-Gondoire führt die Monuments historiques in der französischen Gemeinde Conches-sur-Gondoire auf.

## Liste der Bauwerke
| Bezeichnung                       | Beschreibung                  | Standort | Kennzeichnung | Schutzstatus   | Datum     | Bild           |
| --------------------------------- | ----------------------------- | -------- | ------------- | -------------- | --------- | -------------- |
| Kirche Notre-Dame-de-l’Assomption | Erbaut im 12./13. Jahrhundert | (Lage)   | PA00086898    | Classé Inscrit | 1978 2016 | weitere Bilder |

## Liste der Objekte
| Bezeichnung                | Beschreibung                      | Standort                                        | Kennzeichnung | Schutzstatus | Datum | Bild |
| -------------------------- | --------------------------------- | ----------------------------------------------- | ------------- | ------------ | ----- | ---- |
| Skulptur Christus am Kreuz | Holz, bemalt, 17./18. Jahrhundert | in der Kirche Notre-Dame-de-l’Assomption (Lage) | PM77002977    | Inscrit      | 1978  |      |
| Taufbecken                 | Rotmarmor, 18. Jahrhundert        | in der Kirche Notre-Dame-de-l’Assomption (Lage) | PM77003191    | Inscrit      | 1979  |      |